# Bouboule (film, 2014)
Pour les articles homonymes, voir Bouboule.
Pour plus de détails, voir Fiche technique et Distribution.
Bouboule est une comédie belgo-suisse de Bruno Deville sortie en 2014.

## Synopsis
Kevin, surnommé « Bouboule », pèse 100 kilos à l'âge de douze ans et n'a pas vraiment d'avenir. Souffre-douleur de deux garçons du quartier, il s'empiffre de frites, de pâtisseries et semble n'attendre qu'une crise cardiaque. Sa rencontre avec un vigile, Patrick, est déterminante pour la suite de sa vie…

## Fiche technique
- Titre : Bouboule
- Réalisation : Bruno Deville
- Scénario et dialogue : Bruno Deville, Antoine Jaccoud, Léo Maillard, Stéphane Malandrin
- Image : Jean-François Hensgens
- Montage : Valentin Rotelli
- Costumes : Elise Ancion
- Son : Christophe Giovannoni, Paul Maernoudt
- Musique : Matthieu Chédid
- Production : Jean-Louis Porchet, Gérard Ruey, Jacques-Henri Bronckart, Olivier Bronckart
- Sociétés de production : CAB Productions, Versus production, RTS, RTBF
- Distribution : ARP sélection
- Genre : Comédie dramatique
- Durée : 84 minutes
- Dates de sortie :
  - France : 24 août 2014 (festival du film francophone d'Angoulême)
  - Belgique : 7 octobre 2014 (festival du film francophone de Namur)
  - France : 5 novembre 2014 (sortie nationale)

## Distribution
- David Thielemans : Kevin Trichon, dit Bouboule
- Swann Arlaud : Patrick, dit Pat
- Julie Ferrier : Brigitte Trichon
- François Hadji-Lazaro : Claudi
- Lisa Harder : Alice
- Amélie Peterli : Jennifer Trichon
- Themis Pauwels : Océane Trichon
- Dodi Mbemba : Moukoumbi
- Yanko Vande Veegate : Jean Bougnet
- Simon Vervoort : Geoffrey Bougnet
- Stefan Liberski : Docteur Sikorski
- Jean-Benoît Ugeux : Philippe Trichon
- Françoise Boillat : professeure d'aquagym
- Mehdi Douib : Jipé
- Cyril Kengne : Mondial
- Gérald Wauthia : Docteur Bichon
- Yoann Blanc : un policier
- Mathurin Libert : l'animateur du concours canin
- Luca Dermond : enfant à la piscine
- Erwan Macq : enfant à la piscine
- Loïc Mercier : enfant à la piscine
- Anthony Delaruelle : enfant à la piscine